# (36035) Petrvok
(36035) Petrvok est un astéroïde de la ceinture principale.

## Description
(36035) Petrvok est un astéroïde de la ceinture principale. Il fut découvert le 6 août 1999 à l'Observatoire Kleť par Jana Tichá et Miloš Tichý. Il présente une orbite caractérisée par un demi-grand axe de 2,57 UA, une excentricité de 0,11 et une inclinaison de 14,1° par rapport à l'écliptique.

## Compléments